# Pace di Basilea (1499)
La pace di Basilea è un negoziato che si svolse il 22 settembre 1499 e che segnò la risoluzione del breve conflitto fra le Tre Leghe dei Grigioni e la Lega Sveva, noto come guerra sveva.
Dopo l'armistizio, firmato il 25 agosto dello stesso anno a seguito di una serie di irreparabili sconfitte militari da parte delle truppe di Massimiliano I d'Asburgo, si riunirono al tavolo delle trattative, oltre all'imperatore e ai rappresentanti della Lega Sveva, anche il vescovo di Coira, i rappresentanti della Confederazione degli otto cantoni e le cosiddette Tre Leghe, con la mediazione di Ludovico Sforza duca di Milano tramite l'ambasciatore Galeazzo Visconti.
Di fatto la pace sanciva il ritorno allo status quo precedente il conflitto, con la conferma della giurisdizione della Prettigovia all'Impero e di quella della Turgovia alla Confederazione, impegnando i negoziatori ad accettare la mediazione dei vescovi di Costanza o di Basilea o del consiglio della città di Basilea in caso di futuri dissidii: questo articolo di fatto sanciva, pur senza citarlo, l'abbandono del Reichskammergericht, il Tribunale speciale supremo allestito nel 1495 durante la dieta di Worms dall'imperatore Massimiliano I per porre fine ai conflitti privati dei sovrani territoriali all'interno dell'Impero, e che, insieme all'introduzione della tassa comune per finanziare le non floride casse imperiali decisa nella stessa dieta (il gemeiner Pfennig), erano stati alla base dello scoppio del conflitto e del malcontento delle città elvetiche.
Con il trattato basilese la Confederazione riallacciò rapporti distesi con l'Impero, accettandone la reintegrazione, al contrario di quanto spesso sostenuto dalla storiografia ottocentesca, che considerava la pace del 1499 come il primo passo dell'indipendenza svizzera.